# Стонер 63
Стонер 63' је 5.56×45mm NATO, модуларни систем оружја, које користи разноразне модуларне компоненте, може бити конфигурисан као јуришна пушка, карабин, пушкомитраљез, средњи митраљез или оружје које се поставља на возила, које може бити пуњено из шаржера или реденика. Такође познат као M63, XM22, XM23, XM207 или Mk 23 Mod 0 machine gun, дизајнирао га је Јуџин Стонер у раним 1960. Кадилак гејџ је био главни произвођач Стонера 63. Стонер 63 се користио ограничено у борбама у Вијетнамском рату, од стране Морнаричких фока (енгл. Navy SEALs) и Маринског корпуса. Неколико примерака је продато и полицији.

## Историја

### Развој
Убрзо након што је напустио Армалајт (енгл. ArmaLite), Јуџин Стонер, један од науспешнијих дизајнера модерних војних пушака, заслужан за дизајнирање Армалајт АР-15/М16 јуришне пушке, Армалајт АР-10 борбене пушке и Армалајт АР-7 пушке за преживљавање, осмислио је концепт модуларног оружја, које ће се базирати на заједничком сандуку и разменљивим компонентама како би се оружје могло претворити у јуришну пушку, карабин или разне врсте митраљеза, заменом одговарајућих делова на самој платформи оружја.
Стонер је уз помоћ Хаварда Карсона, који је у то време био задужен за Кадилакову фабрику (енгл.Cadillac Gage's West Coast) у Коста Мејси, Калифорнија (где се такође налазио Армајалт) успео да убеди председника фирме Расела Бејкера о комерцијалном потенцијалу овог новог оружаног система и Кадилак Гејџ успоставља нову грану развоја ватреног оружја у Коста Мејси. Стонер је регрутовао његова два главна помагача из Армалајта, Роберта Фремонта и Џејмса Л. Суливана (који ће касније дизајнирати Ултимакс 100 лаки митраљез).
Први прототипи су били у калибру 7.62×51mm NATO и били су завршени 1962. године. Носили су ознаку Stoner M69W (зато што ако се пушка окрене наопачке, назив ће се исто читати, што је симболизовало Јуџинову визију будућности ове платформе). Следећи модели названи Стонер 62, такође у калибру 7.62×51mm NATO, су били спремни за масовну производњу, међутим дизајнерски тим је одлучио да се фокусира на лакши и бржи калибар 5.56×45mm, због пораста његове популарности. Јуџин је раније радио са тим калибром када је дизајнирао АР-15. Оружје које је користило лакши калибар добило је ознаку Стонер 63. Први модели су направљени у фебруару 1963. године. Коста Мејса је произвела 234 Стонера 63, након чега је производња пребачена у Кадилак Гејџ у Варену Мичигену у септембру 1964. године. Са променом постројења, поликарбонатна пластика је почела да се користи за кундак и рукохват пушке уместо дрвета. Оружије је унето као U.S. Patent 3,198,076

### Пробе
Дана 4. марта, 1963. године, агенција за напредни развој пројеката министарства одбране САД је купила прве примерке Стонера 63, наручено је 25 комада у различитим конфигурацијама. У аугусту и септембру 1963. године Стонер 63 је послат Маринском корпусу на процену, где је платформа била похваљена за релативно малу тежину и високу капацитивност муниције. Маринцима се највише допала конфигурација јуришне пушке и лаког митраљеза.
Многи кварови су утицали на исход процене војске. Највећи проблем је био то што пушка није правилно функционисала са одређеном муницијом која је остављала мале резервне снаге(нпр. флуорисцентна муниција Стонера 63 није функционисала ни у М-16).
Ови фактори су утицали на поузданост оружја. После неколико месеци тестирања, Стонер 63 није био прихваћен. Војска је упутила своје препоруке за унапређење дизајна у које су спадале гасни цилиндар од нерђајућег челика, двопозициони селектор ватре са одвојеном кочницом, зглобни поклопац који штити носач са опругом и унапређење система пуњења редеником. Усавршавање је имплеметирано и нова ознака Стонер 63А, чија је производња започета 1966. године. Направљено је око 2.000 примерака Стонера 63, пре него што је почела производња унапређеног модела 63А.

### Борбене операције
На самом почетку развијања оружија, мали број пушака је убачен у употребу са морнаричким фокама, који су дејствовали у Југоисточној Азији. Током 1967. године Стонер 63А систем је већ био тестиран на терену од стране Компаније Л,3. Батаљона, 1. Маринског пука,1. Маринске дивизије. Пешадији је оружје издато у конфигурацији јуришне пушке (коришћене су обе верзије 63 и 63А, са ознакама XM22 и XM22E1), док су официри имали карабин верзију ове пушке (XM23). Верзија пушкомитраљеза је била издата у ограниченом броју, док је компанија Л имала веризије лаког и средњег митраљеза.
Године 1967. холандска компанија NWM је добила лиценцу за производњу и интернационалну продају оружја сем у САД, Канади и Мексику. NWM је склопила неколико прототипа, али није успела да нађе муштерије за извоз и оружје је повучено из производње.
Године 1970, конфигурација лаког митраљеза под ознаком XM207 је додељена одређеним специјалним јединицама на процену. Међутим због комплексности и захтевног одржавања оружја (знатно захтевнијег од М16), дизајн је одбијен и 1971. године пројекат је напуштен. Исте године Кадилак Гејџ је прекинуо производњу Стонера 63. Укупно је направљено око 4.000 примерака оба модела (63 и 63А). Морнаричке фоке су наставиле да користе Стонер-а, и званично прихватили командос верзију под ознаком Mark 23 Mod 0 machine gun. При крају 1980. година Стонер је комплетно избачен из уоптребе где га је наследио нови M249 SAW, већина пушака у складиштима је била уништена. 

## Дизајн

### Механизам
Стонер 63 серија оружја је оружје вођено клипом, са ваздушним хлађењем, са храњењем преко шаржера или реденика, у конфигурацији пушке и карабина, користи се затворени затварач како би се осигурала максимална прецизност, или у режиму митраљеза, који пуца из отвореног затварача како би се побољшало хлађење и спречило прегрејавање. Оружје има механизам за закључавање са ротирајућим затварачем са 7 радијално симетричних стопица за закључавање које захватају низ удубљења у продужетку цеви и активира се конвенционалним клипом дугог хода. Радијални распоред језичака за блокирање равномерно распоређује оптерећење при паљби око главе затварача и чауре, смањујући оптерећење и повећавајући дуговечност ових критичних компоненти. На продужетак клипа је причвршћен носач затварача који је опремљен закривљеном стазом за клип који води клип осовинице завртња (задржан од ударне игле) и ротира вијак 22,5° током померања клипа да би закључао или откључао затварач иза упорњака у чаури. У носач затварача уграђен је противтрзајни (енгл. anti-bounce) уређај, који се састоји од 4 in (100 mm) карбидне шипке која се креће у унутрашњости шупљине продужетка клипа и креће се напред и назад током циклуса трзаја и контра-повратка, спречавајући да затварач одскочи.
Када се испаљује, пропелентни гасови из испаљениг метка прате пројектил који се спушта кроз цев све до гасног отвора, где део гасова одлази у гасовни цилиндар, где гурају клип и носач затварача уназад. Око 0,2 in (5,1 mm) непрекидног слободног кретања израчунато је да дозволи да се количина гаса у цеви спусти на безбедан ниво пре него што лежиште носача окрене затварач супротно смеру казаљке на сату да га откључа. Носачи за закључавање немају нагиб, тако да се не дешава примарна екстракција током секвенце откључавања. Дубоко усађен извлакач са опругом у глави затварача извлачи чауру истрошеног метка из коморе, а избацивач са опругом, причвршћен на кућиште предњег механизма за убацивање, избацује чауру. 
Стонер 63 има јединствени систем за ублажавање удара који се налази унутар носача затварача. Испред поклопца носача налазе се челични подметачи и сет од 27 подлошки у облику тањира који су усмерени у супротним сетовима од по три подлошки, које апсорбују енергију хода клипа деформисањем у равну плочу када носач затварача удари у завршну капу пријемника. Када се плоче врате у свој првобитни облик, ослобађа се импулсна енергија деформације која покреће клипне делове напријед у супротном трзају брзином која је тек незнатно нижа од оригиналне брзине трзаја. Подлошке ће функционисати без кварова између 40.000 и 50.000 испаљења (у зависности од врсте употребљене муниције). Ова функција је дизајнирана да продужи век трајања оружја. 

### Пуњење
У конфигурацији са редеником, померање појаса се производи помоћу затварача који се креће у потисном краку канала и активира се уз помоћ клипног кретања затварача. Носач са опругом је заштићен зглобним поклопцем и закреће се на задњем крају. Док се затварач креће уназад, предњи крај потисне руке креће се преко носача и управља ручицом која је причвршћена за један сет опружних папучица. Ове папучице померају метак и појас преко зауставне папучице посуде за храњење, одакле су постављене на стазу за увлачење и чврсто држане на месту, помоћу челичне плоче са опругом на горњем поклопцу. Затим се метак истисне из своје везе и празна веза се одбацује кроз отвор за избацивање везе..
Стонер 63 / 63А је у калибру NATO стандардног 5.56 × 45 mm метка. Када је у улози са редеником, оружје би се хранило из реденика повезаним металним везама са ознаком "S-63 BRW", што је умањена верзија америчке везе М13 развијене за М-60. Стонер 63 / 63А неће радити поуздано са каснијом М27 везом развијеном за М249 SAW. Појас се обично налази у пластичном ребрастом спремнику капацитета 150 метака који има језичак који омогућава да се причврсти на бочну страну леве ладице за храњење. Ране кутије за муницију биле су обојене маслинастом бојом и произведене у Коста Мејси, а касније су се промениле у пластичну посуду црне боје из Варена, Мичигена. Стонер 63А кутије су такође биле црне, али су имале смањени капацитет од 100 метака јер би већи контејнер дебалансирао пушку. Они се могу причврстити на леву ладицу за храњење или држати у доњем носачу кутије када се користи механизам за десну руку. Неколико кутија за муницују у облику буренцета дизајнирано је за систем за храњење са леве стране, са капацитетом од 150 метака који је био најпопуларнији и често коришћен од стране фока у Вијетнаму. Носач за буренце од 250 комада је такође развијен од стране NAWS China Lake, али то се показало претешким и гломазним. Фоке би такође користиле конвертован е РПД носаче муниције за употребу са својим Стонерима. Шаржери који се користе у моделима за пушке, карабине и јуришне пушке израђени су од челика и били су тешки 230 грама. У настојању да се смањи тежина, касније су развијени алуминијумски шаржери који су смањили тежину на 110 грама. Стандардни шаржери имају капацитет од 30-ак метака, али је био понуђен и шаржер од 20 метака.

### Цев
Заменљивост цеви је једна од главних карактеристика која Стонер 63 пушки пружа изузетну разноврсност. На располагању је 5 опција цеви: пушка, карабин, јуришна пушка (АР) и две врсте цеви за митраљезе, стандардна тешка цев и кратка командос цев. Стандардни митраљез и АР цеви имају дужину од 20 in (510 mm) (не укључујући пригушивач бљеска). Командос цев има дужину од 39,7 mm и наборана је како би се смањила тежина и повећале карактеристике хлађења цеви. Ова верзија је понекад била коришћена од стране морнаричких фока, али никада није била потпуно поуздана, јер је гасни прикључак близу врха цеви и чим метак напусти цев, притисци гаса драстично опадају, остављајући оперативни систем без резерве снаге. Гасни отвор је шире бушен у покушају да се ублажи овај проблем; међутим, то је имало ефекат само у убрзавању почетног помака клипа. Проблем никада није до краја био решен. Пушке, карабини и АР цеви немају гасне вентиле јер се искључиво користе у конфигурацијама које се напајају из шаржера и не захтевају вишак енергије, ко у механизмима са напајањем појаса. Стандардна цев митраљеза има ручно подесиви регулатор гаса којим се може управљати убацивањем врха метка у рупу преко затварача регулатора, гурањем према доле и окретањем до жељеног положаја. Регулатор гаса има три подешавања: "спору" цикличну брзину од око 700 метака / мин, која се производи када се најуже удубљење индикатора постави преко запора; средњи положај са средњом брзином од 830 метака / мин и трећи "фоулд" положај који испоручује највећу количину потисног гаса у систем, што доводи до брзине паљбе од 865 метака / мин (употреба ове поставке треба да буде ограничена јер изазива прекомерно хабање погонског механизма).
Све Стонер 63 / 63А цеви су нитриране гасом и имају способност брзог одвајања и могу се уклонити за неколико секунди у теренским условима, једноставним притискањем квачице која се налази на врху оружја испред поклопца и повлачењем цеви напред (са повученим затварачем). Коморни део цеви лежи на У-облику цевног носача причвршћеног на плински цилиндар. Цев је чврсто закључана у позицији помоћу опруге са квачицом (са две уграђене завојне опруге) која погони челични клин у рупу у цеви. Све цеви имају гасни блок на који су монтирани хватачи за бајонет и склоп предњег нишана. Цеви су опремљене са пригушивачем бљеска са шест овалних прикључака. АР и стандардне цеви митраљеза такође имају ручку за ношење која се може закачити у једну од три позиције или потпуно уклонити. Дрвене ручке у црној боји су причвршћене на челичну шипку преко клина. Уз неколико изузетака, све цеви које се користе у Стонер 63 / 63А имају десно-жљебне шипке са шест жлебова са увијањем од 1: 12-инча (305 mm), дизајниране да стабилизују лагани М193 пројектил од 3,5 g, који је био стандардни у то време. На захтев војске, "Кадилак Гјеџ" је поднео захтев за тестирање пушака, карабина и лаких митраљеза, са 1: 9-инчним (230 mm) цевима за увијање, са ознаком XM22E2, XM23E2, и XM207E2, како би тестирали нове XM287 и XM288 метке. Након што је NWM добила дозволу за производњу Стонера 63А, неке цеви су произведене са 200 mm (1: 8-инча) са већим нагибом жљеба, које се користе са тешким експерименталним мецима. Ниједна од њих никада није произведена у значајном броју. 

### Одлике
Кукаста, неповратна челична ручка за пуњење је типично монтирана на десној страни пријемника. Има 24 отвора ради смањивања тежине и захвата избочину на клипу како би извукла групу клипа и затварача у задњи (напет) положај. Ручку треба затим гурнути према напријед, омогућујући пљоснатој опрузи која је прикована за предњи крај да би ухватила плочу с прорезом, заварену према предњем делу пријемника. Механизам храњења у кофигурацији за дешњаке са носачем муниције испод механизма, нелагодно је ухватити ручицу, тако да је развијена специјална подлактица са доњом ручицом.
Језгро система Стонер 63 је пријемник који је направљен од лима пресованјем у правоугаоном облику. Гасни цилиндар, носеће конструкције, носачи, ушице и други уређаји су заварени . Предњи део носи клип и цев и има удубљења како би се смањила тежина и побољшала циркулација ваздуха око цеви и цилиндра за гас. Задњи део држи продужетак групе клипа и затварача. Порт за избацивање је на десној страни када је пријемник обрнуто окренут и оружје је конфигурирано као пушка или карабин и на левој страни када је у различитим улогама митраљеза. Различите компоненте су премазане фосфатом, а затим обложене завршном обрадом црне печене глеђи званом Ендурион. Рани прим Стонера 63 испоручени су са свим дрвеним деловима, али су они убрзо змјењени црним поликарбонатним деловима, изузев рукохвата, који је остао дрвен, али је био обојен у црно.
Стонер 63 двоножац је неблокирајући тип који се причвршћује за гасну цев; он се не окреће и има функцију подешавања ограничене висине. Стонер 63А двоножац је у великој мери избушен са рупама за смањење тежине и може да се закључа у доњем или горњем положајима. И он се не окреће, већ је компатибилан са ранијим Стонер 63, док Стонер 63 двоножац неће бити кориштен са каснијим пушкама типа 63А, јер је гасна цев већег пречника.

### Нишан
Распоред нишана на Стонеру 63 / 63А разликује се међу различитим конфигурацијама. На лаком митраљезу који се храни преко реденика, задњи нишани су монтирани на горњем поклопцу. Они се састоје од скалног нагиба висине отвора за лист који се градира у корацима од по 100 м од 200 до 1.000 м. Задњи нишан се такође може кориговати за ветар у корацима од ¼-милирадијана. Када је примарни нишан преклопљен, изложен је отвор за борбену надокнаду пречника 0,09 in (2,3 mm). Верзије за пушке и карабине имају једноставне отворе типа "флип-типе" са поставкама за 0–300 и 300–500 m између великих перфорираних заштитних ушију. Нишани су подесиви како за вјетар тако и за висину у корацима од 1 МОА. Све варијанте имају исти склоп предњег нишана - полу-омотан округли навојни нишан који се може подесити за нулу ветра и висине (слично као код М16 предњег нишана).

### Додаци
Стонер 63 / 63А се испоручује са више прибора, укључујући: додатак за пуцање ћорака (БФА), зимски штитник за окидање, резервну врећицу са азбестом, комплет за чишћење, бацач граната 40 mm , неколико врста привезница и широк распон џепова за реденике и џепова за шаржере.
Стонер 63 / 63А је користио три различите врсте бајонета: стандардни U.S. M7, KCB 70, развијен посебно за ову пушку од стране западно-немачке компаније Eickhorn-Solingen заједно са NWM и ретким бајонетом од швајцарског индустријског конгломерата SIG. KCB 70 поседује 7-инчну (180 mm) дугачку Бовие оштрицу са качаљком за причвршћивање и интегрисаним секачем за жице, инспирисан совјетским бајонетима за АКМ. Врло успешан вишенаменски алат, еволуирао је у KCB 77, модуларни дизајн који је прилагођен многим различитим пушкама.

## Варијанте
Стонер 63 је произведен у неколико конфигурација, са 15 различитих склопова, који су имали понегде заједничке делове. Ове варијанте су укључивале карабин, јуришну пушку и разне лаке митраљезе који су хрењени реденицима са леве или десне стране. Гасни систем је монтиран у различитим положајима у зависности од конфигурације оружја. Због моделарног дизајна, верзије карабина и пушке биле су теже од сличних оружја истог типа.
- Стонер 63 / 63А Пушка: Стандардна јуришна пушка која се с доње стране напаја шаржером од 30 метака. Потрошене чауре су избачене надесно. Ручка за натезање и гасни систем монтирани су изнад цеви. За разлику од конфигурација које се хране преко реденика, пушка пуца из затвореног затварача. Конфигурација пушке је тестирана од стране USMC у кратком периоду од априла до јуна 1964. године од стране компаније за регрутирање у MCRD Parris Island, SC и другде 1967. године.
- Стонер 63 / 63А Карабин: Карабин је сличан конфигурацији пушке, али са краћом цеви и преклопним кундаком. Конфигурација карабина је тестирана од стране USMC у кратком периоду током 1967. године.
- Аутоматска пушка Стонер 63 / 63А: Аутоматска пушка је пушка која има отворени затварач, која се напаја из шаржера од 30 метака. Предњи и задњи нишан су померени улево да би се компензовао положај шаржера. АР нема полуаутоматски режим. Аутоматска конфигурација пушке је тестирана од стране УСМЦ (енгл. USMC) у кратком периоду током 1967. године.
- Стонер 63 / 63А Лаки Митраљез: ЛМ конфигурација пуца из отвореног затварача и напаја се с десне стране са редеником који се налази у сандучету у облику буренцета од 75, 100, 150 метака. Пријемник је идентичан варијантама пушке, али је обрнут, тако да се потрошене чауре и везе избацују налево. ЛМ има цев за брзу промену и цилиндар за гас је постављен испод цеви јер је пријемник инвертован. Конфигурација ЛМ-а усвојена је за војну употребу од стране морнаричких јединица Фока које су дејствовале у југоисточној Азији.
- Стонер 63 / 63А Средњи митраљез: Идентичан ЛМ конфигурацији. Разлика је у томе што СМ долази са додатним адаптером који се може користити да за причвршћивање оружја на М2 или М122 статив.
- Стонер 63 / 63А Фиксиран Митраљез: Интерно идентичан ЛМ конфигурацији. Споља, предњи нишан, задњи нишан, предња ручица и пиштољ-грип су уклоњени. Окидач се активира даљински помоћу 24В соленоида. ФМ је дизајниран за употребу са Кадилак Гејџ Командо оклопног возила, али никада није званично усвојен.
- Стонер 63 / 63А Командос: Командос је дериват ЛМ конфигурације. Он се с десне стране храни помоћу шаржера у облику буренцета који се држи испод пријемника. Дршка за натезање је постављена испод предњег крака ради лакшег приступа. Да би уштедели на тежини, Командос избегава брзу промену цеви која се налази на другим конфигурацијама које се хране редениом. Ову варијанту су користиле неке морнаричке јединице Сједињених Држава у Вијетнаму.
- Стонер 63 Пушка За Преживљавање: Пушка за преживљавање је дизајнирана 1964. да се такмичи са Колт Моделом 608 као оружјем за самоодбрану летачке посаде. Конфигурација је механички слична конфигурацији пушке, али има неколико спољних модификација које су имплеметиране због ограничења величине оружија правилника САД Ваздушних снага. Они укључују скраћени пиштољски-грип, одсутан рукохват, скраћену цев и пријемник, и горњу монтирану ручку за натезање. Пушка За Преживљавање не укључује 63А надоградњу. Само један прототип је икада произведен који је и данас очуван.[14]

## Званичне Ознаке
| Војска САД/УСМЦ Ознаке | Морнарица САД Ознаке | Description                                                 |
| ---------------------- | -------------------- | ----------------------------------------------------------- |
| XM22                   | N/A                  | Стонер 63, Конфигурација Пушке, 1:12 нагиб жљеба            |
| XM22E1                 | N/A                  | Стонер 63A, Конфигурација Пушке, 1:12 нагиб жљеба           |
| XM22E2                 | N/A                  | Стонер 63A, Конфигурација Пушке, 1:9 нагиб жљеба            |
| XM23                   | N/A                  | Стонер63, Конфигурација Карабина, 1:12 нагиб жљеба          |
| XM23E1                 | N/A                  | Стонер 63A, Конфигурација Карабина, 1:12 нагиб жљеба        |
| XM23E2                 | N/A                  | Стонер 63A, Конфигурација Карабина, 1:9 нагиб жљеба         |
| XM207                  | N/A                  | Стонер 63, Конфигурација Лаког Митраљеза, 1:12 нагиб жљеба  |
| XM207E1                | N/A                  | Стонер 63A, Конфигурација Лаког Митраљеза, 1:12 нагиб жљеба |
| XM207E2                | N/A                  | Стонер 63A, Конфигурација Лаког Митраљеза, 1:9 нагиб жљеба  |
| N/A                    | Mk 23 Mod 0          | Стонер 63A1, Кофигурација Командос, 1:12 нагиб жљеба        |